# Distretto di Kościan
Il distretto di Kościan (in polacco powiat kościański) è un distretto polacco appartenente al voivodato della Grande Polonia.

## Geografia antropica

### Suddivisioni amministrative
Il distretto comprende 5 comuni.
- Comuni urbani: Kościan
- Comuni urbano-rurali: Czempiń, Krzywiń, Śmigiel
- Comuni rurali: Kościan